# Bahía de Pomerania

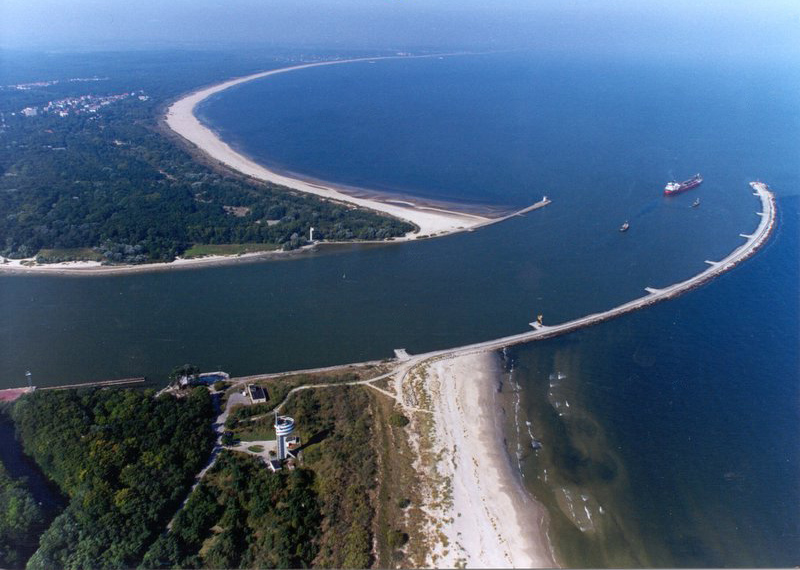
La boca del Świna en el Báltico en Świnoujście, Polonia

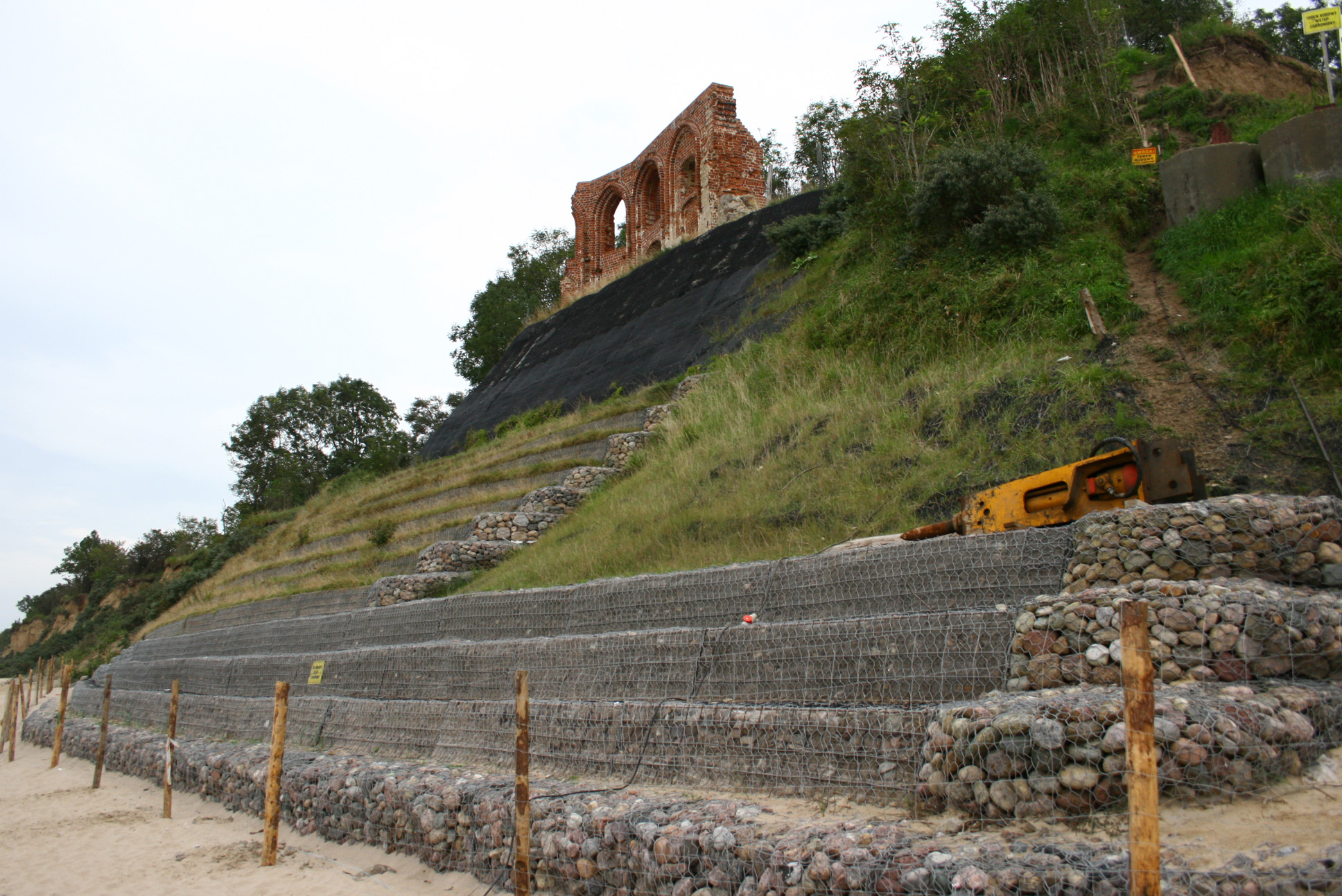
Ruinas de la iglesia en Trzęsacz, Polonia

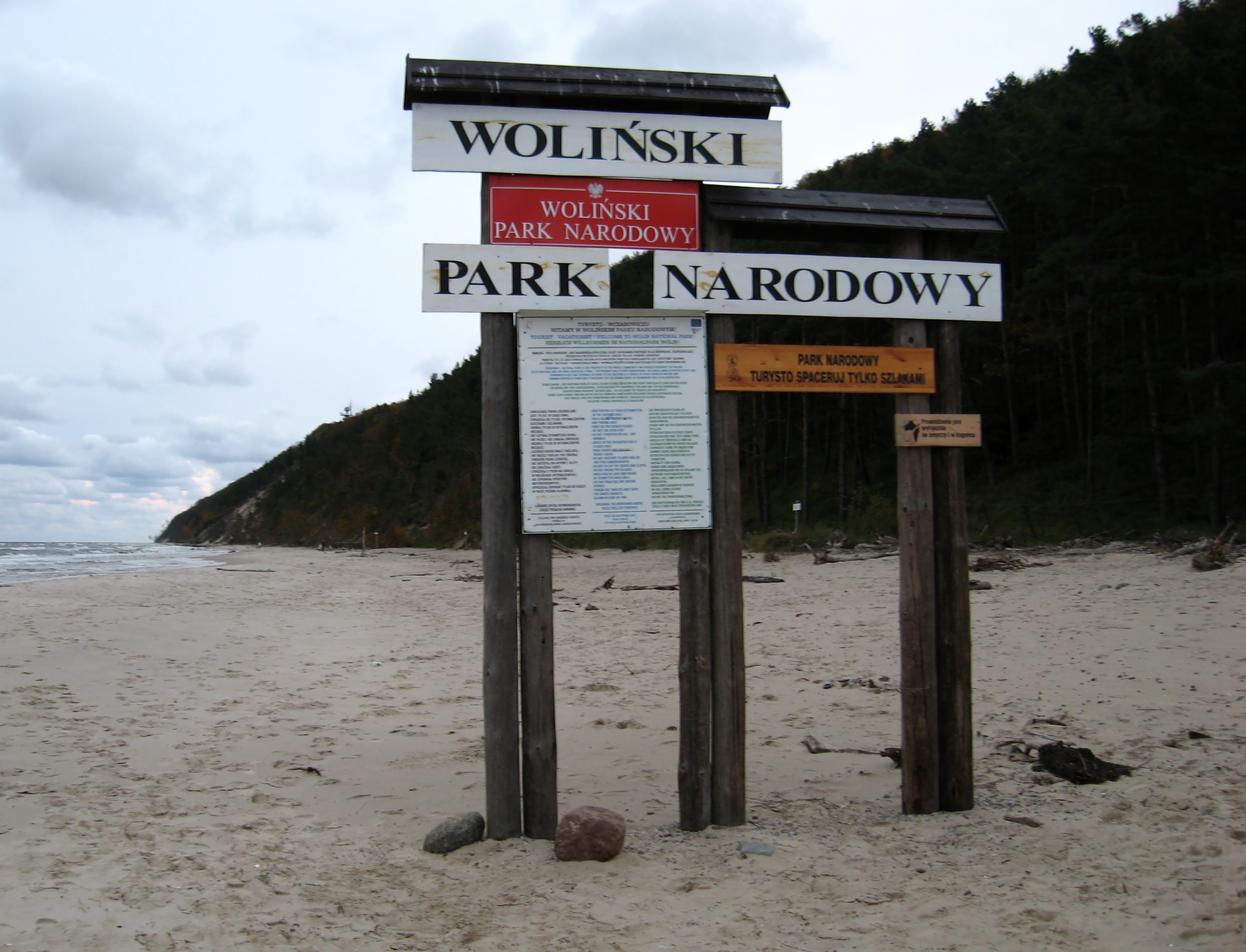
Parque nacional de Wolin, Polonia

La bahía de Pomerania  (en alemán: Pommersche Bucht; en polaco: Zatoka Pomorska;  en casubio: Pòmòrskô Hôwinga) es una bahía del suroeste del mar Báltico localizada entre Polonia   —voivodato de Pomerania— y Alemania —estado de Mecklemburgo-Pomerania Occidental.
En el sur está separada de la laguna de Szczecin o del Oder, en la desembocadura del río Oder, por las islas de Usedom/Uznam y Wolin, conectadas por tres estrechos o ramales del Oder: Dziwna, Świna y Peene. La frontera norte es una línea desde el cabo Arkona, en la isla alemana de Rügen, hasta el faro de Gaski, en el este de Kołobrzeg en Polonia.
La profundidad máxima es de 20 m y la salinidad es de un 8 ‰.  La bahía de Pomerania es atravesada por un canal de aguas profundas desde el puerto de Szczecin, vía río Oder, la laguna de Szczecin, y Świna permitiendo que las naves grandes entren en los puertos de Świnoujście y Szczecin.
Los principales puertos son:
- Puerto de Szczecin
- Puerto de Świnoujście
- Puerto de Kołobrzeg
- Dziwnów
- Usedom
- Wolgast